# خازن‌الدوله
گلبدن خانم، معروف به خازن‌الدوله، همسر گرجی فتحعلی‌شاه قاجار است. او رئیس حرمسرا و صندوقدار شاه بود. از این رو هنگامی که به ازدواج شاه در آمد لقب خازن‌الدوله گرفت.

## ازدواج و نامگذاری
گلبدن باجی ابتدا کنیز مهد علیا مادر فتحعلی‌شاه بود. هنگامی که مهد علیا فوت کرد شاه همسران و وزیران خود را فراخواند تا به جای ملکه مادر مهد علیا یک نفر را مسئول اداره امور حرمسرا کنند. آن‌ها هم گلبدن خانم را برگزیدند.
گلبدن خانم اداره‌کننده خزانه شاه نیز بود. زمانی که شاه لیاقت او را در اداره خزانه دید با وی ازدواج کرد و در حضور همه به او لقب خازن‌الدوله داد.

## سالهای پایانی
خازن‌الدوله پس از مرگ فتحعلی‌شاه به زیارت خانه خدا رفت و پس از بازگشت در تهران درگذشت.

## فرزندان
خازن الدوله از فتحعلیشاه صاحب دو پسر شد: بهمن میرزا بهاءالدوله (جد اعلای خاندان جهانسوزی) و دیگری سیف‌الله میرزا (جد اعلای خاندان جهانبانی).